# Албрехт V фон Вернигероде
Албрехт V фон Вернигероде (на немски: Albrecht V (IV) von Wernigerode; * ок. 1244; † сл. 8 юни 1320/1323) е граф на Графство Вернигероде (1268 – 1319) в Северен Харц.

## Произход
Той е син на граф Конрад II фон Вернигероде († 1 юни 1298) и съпругата му Ода фон Регенщайн († 28 август 1283), дъщеря на граф Зигфрид I фон Регенщайн († 1245) и принцеса София фон Анхалт († 1272/1274).

## Фамилия
Първи брак: с жена с неизвестно име. Двамата имат децата:
- Ода (* ок. 1290; † 28 август 1343), омъжена на 3 септември 1303 г. за граф Бурхард V фон Мансфелд-Кверфурт († 1354/1358)[2]
- Конрад III/IV († 22 юли 1339), граф на Вернигероде, женен I. пр. 1315 г. за принцеса Хелена фон Брауншвайг († 1320), дъщеря на херцог Йохан I фон Брауншвайг-Люнебург.[3] II. на 2 април 1321 г. в Авиньон за Хайлвиг фон Регенщайн († 1321)
- дъщеря, омъжена за граф Герхард I фон Байхлинген-Ротенбург († 1329)
- Фридрих III († сл. 1338
- Герхард II († 20 август 1323/12 април 1325)

Втори брак: с фон Барби (* сл. 3 май 1272), вероятно незаконна дъщеря на Валтер VIII фон Арнщайн († сл. 1285), или дъщеря на Буркард IV фон Барби († 1308) и Клеменция фон Дасел и Нинофер († сл. 1321). Те имат двама сина:
- Албрехт V († сл. 1336)
- Валтер († сл. 1355)